# Oliver Balch
Oliver Balch es un autor y escritor británico especializado en negocios y asuntos internacionales. Ha escrito para The Guardian, Daily Telegraph, Huffington Post, The Spectator, Literary Review y Financial Times.

## Biografía
Balch se licenció en Historia por la Universidad de Durham (Hatfield College) en 1998 y posteriormente realizó un máster en Cambridge. Tras dejar la universidad, pasó un año viviendo en Bolivia y más tarde se trasladó a Argentina, donde comenzó a escribir de forma independiente. En 2018 se doctoró en Estudios Latinoamericanos por la Universidad de Cambridge (Christ's College). Su tesis se tituló Pulp Fictions: El papel de la responsabilidad social corporativa desmontable en la construcción de la legitimidad de la mayor inversión extranjera de la historia de Uruguay.
Ha publicado tres libros en Faber & Faber: ¡Viva Sudamérica! A Journey Round a Restless Continent (2009), India Rising: Tales from a Changing Nation (2012), y Under the Tump: Sketches of Real Life on the Welsh Borders (2016).